# Calabardina
Calabardina es una pedanía del municipio español de Águilas en la Región de Murcia, España. Tiene su origen en la actividad pesquera de la almadraba que desde tiempos de los árabes se asentaron en este lugar. A día de hoy, dicho arte de pesca ha desaparecido y con ella todas las instalaciones que llevaba asociadas. Se ha convertido en una localidad turística conocida por sus fondos para la práctica del buceo, sus playas y por el Cabo Cope, dentro del declarado Parque regional de Cabo Cope y Puntas de Calnegre.

## Playas

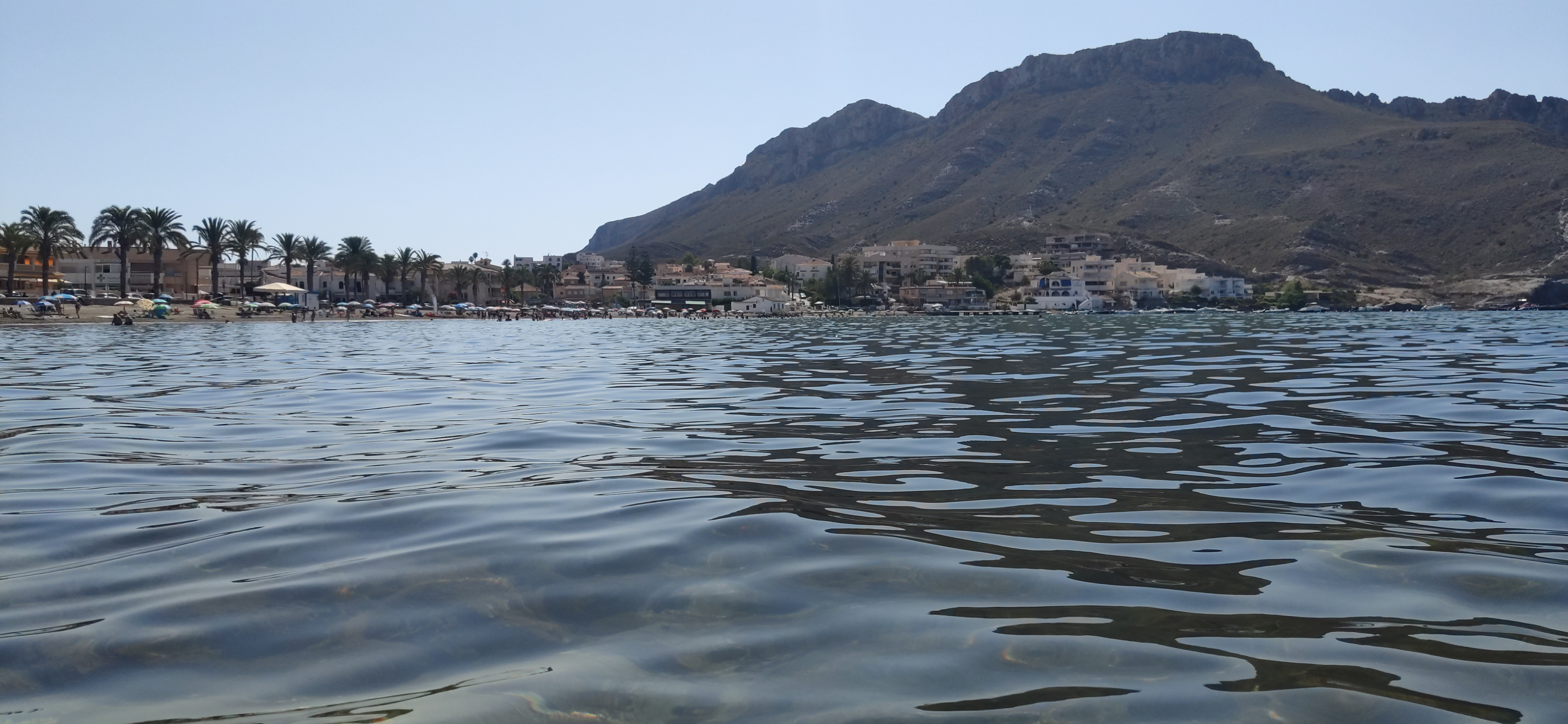
Playa

- Playa de Calabardina
- Playa de La Cola

- Datos: Q5739644